# Sarcoglottis stergiosii
Sarcoglottis stergiosii är en orkidéart som beskrevs av Germán Carnevali och Ivón Mercedes Ramírez Morillo. Sarcoglottis stergiosii ingår i släktet Sarcoglottis och familjen orkidéer. Inga underarter finns listade i Catalogue of Life.